# Championnats d'Europe d'escalade 2019
Navigation
Édition précédente Édition suivante
Les Championnats d'Europe d'escalade 2019 se sont déroulés en deux temps :
- à Zakopane, en Pologne, du 5 au 7 septembre 2019, pour les épreuves de bloc,
- à Édimbourg, en Écosse (Royaume-Uni), du 4 au 6 octobre 2019 pour les épreuves de difficulté et de vitesse.

## Podiums

### Hommes
| Épreuves   | Or                      | Argent                      | Bronze                  |
| ---------- | ----------------------- | --------------------------- | ----------------------- |
| Bloc       | France Mickael Mawem    | Russie Serguéi Skorodúmov   | Russie Vadim Timonov    |
| Difficulté | Tchéquie Adam Ondra     | Espagne Alberto Ginés López | Suisse Sascha Lehmann   |
| Vitesse    | Russie Vladislav Deulin | Ukraine Danyil Boldyrev     | Russie Dmitri Timoféyev |

### Femmes
| Épreuves   | Or                          | Argent                  | Bronze                |
| ---------- | --------------------------- | ----------------------- | --------------------- |
| Bloc       | Slovénie Urška Repušič      | Slovénie Vita Lukan     | Russie Irina Kuzmenko |
| Difficulté | Slovénie Lučka Rakovec      | Italie Laura Rogora     | France Luce Douady    |
| Vitesse    | Pologne Aleksandra Mirosław | Russie Mariia Krasavina | France Anouck Jaubert |